# Сквер героев Чернобыля (Тверь)
Сквер героев Чернобыля — расположен в Центральном районе Твери. В сквере расположен памятник «Ликвидаторам Чернобыльской Катастрофы» и фонтан. В непосредственной близости от сквера расположен Храм преображения Господня Римско-католической церкви, Тверская соборная мечеть и Гостиница Тверская («Рюмка»). До 2008 года у сквера не было названия.

## Памятник «ЛиквидаторамЧернобыльской Катастрофы(1986—1990)»
Памятник открыт 21 октября 2006 года. На памятнике изображён человек, который, раскинув руки, защищает мир от альфа- и бета- излучений. Мемориал выполнен из чёрного мрамора и бронзы в черно-желтых тонах. Памятник проектировался скульптором Е. А. Антоновым и архитектором А. Е. Жоголевым. на воздвижение памятника «Ликвидаторам Чернобыльской Катастрофы» было собрано 2,5 млн рублей. Деньги выделялись местной администрацией, а также были сделаны взносы жителей города и самих ликвидаторов аварии. По словам руководителя областного союза «Чернобыль» Юрия Ковалева, скульптура была отлита в Смоленске.

## Название сквера
На митинге, 26 апреля 2008 года, впервые было объявлено, что решением Тверской городской Думы безымянному скверу было присвоено наименование «Сквер Героев Чернобыля», с целью увековечивания подвига ликвидаторов катастрофы на Чернобыльской АЭС (из Тверской области в зону техногенной катастрофы были направлены 2752 человека).
Инициатором переименования является руководитель областного союза «Чернобыль» Юрий Ковалев. 30 января 2008 года инициатива была поддержана на заседании постоянной комиссии по вопросам местного самоуправления и законности под председательством А. В. Деревянко.
25 апреля депутаты Тверской городской думы единогласно поддержали инициативу администрации города и общественной организации инвалидов союз «Чернобыль» о присвоении скверу имени Героев Чернобыля.